# Pascal Rannou
Pour les articles homonymes, voir Rannou.
Pascal Rannou, né le 2 mars 1958 à Laval, est un critique littéraire et écrivain français.

## Biographie
Fils d'un maire de Loqueffret, il obtient l'agrégation de lettres modernes en 1991, puis enseigne au lycée Lavoisier de Mayenne. Il a aussi été chargé de cours de stylistique à l'Université Rennes-II et à l'Université de Paris 1-Panthéon-Sorbonne.
Docteur en littérature, il a effectué sa thèse sur Tristan Corbière. En 2006, il en publie une version remaniée aux éditions Honoré Champion et obtient l'année suivante le prix Henri de Régnier, décerné par l'Académie française.
Romancier, essayiste, poète et critique, c'est un spécialiste et un défenseur de la littérature bretonne. Chroniqueur littéraire pour ArMen, il dirigea le numéro spécial des Cahiers de l'imaginaire consacré à Auguste de Villiers de L'Isle-Adam. Pascal Rannou est membre du comité de lecture des Cahiers Tristan Corbière. Il publie des articles et études sur Julien Gracq, Guillevic, Jean-Loup Trassard, Édouard et Tristan Corbière, Michel Mohrt, Saint-Pol-Roux, Pierre-Jakez Hélias, Le Clézio, Baudelaire, Flaubert, Jean Rohou etc.
Il a été proche l'Union démocratique bretonne, a régulièrement écrit dans Le Peuple breton et a participé aux rencontres littéraires du mouvement à Bécherel en 2004.
Son roman Sentinelles de la mémoire est consacré à la guerre d'Indochine. Le second, Un Tyran du bocage, est une satire du monde enseignant. Georges Guitton évoque dans Ouest-France un « récit désopilant » où l'auteur « n'épargne rien ni personne au gré de scènes très vivantes ». Yves Loisel évoque dans Le Télégramme « une satire virulente de la vie scolaire ». Noire, la neige est une fiction autobiographique consacrée à la chanteuse et trompettiste Valaida Snow. « Le livre de Pascal Rannou se dévore, même si les épisodes sont irréguliers », écrit Laure Albernhe dans Jazzman. Jacques Aboucaya apprécie dans Jazz magazine « la reconstitution fidèle d'une période à maints égards trépidante ». Pour Gérard Pernon dans Ouest France, « Écrit sur un rythme rapide, Noire, la neige se lit avec plaisir ». Yves Loisel évoque dans Le Télégramme « un roman dur et fort, en même temps qu'un bel hommage au jazz et à ses grands musiciens ».
La thèse de Pascal Rannou, De Corbière à Tristan, publiée chez Champion en 2006, recueille des appréciations positives dans la critique universitaire et intellectuelle, en France et à l'étranger.
En 2020, Pascal Rannou publie La Littérature bretonne de langue française, ouvrage qu'il a dirigé et dont il a rédigé la moitié. Pour Grégoire Leménager dans L'Obs, ce manuel de littérature bretonne « propose un cadrage théorique tout en nuance et passe en revue de nombreux cas singuliers ». Dans la revue Europe, Jean-Pierre Dupouy écrit que « le volume se présente comme un ensemble de courtes monographies [...] À la fois claires, synthétiques, vigoureuses, avec un dosage judicieux de rigueur historique et d’engagement subjectif de l’auteur, elles constituent une source de documentation aussi passionnante que digne de confiance ». Yann Mortelette, sur le blog de Pierre Assouline, "La République des livres", estime que cet ouvrage, qu'il qualifie de "vaste synthèse", "comble un vide important".
Il est le père de Gwendal et Maël Rannou.

## Œuvres publiées

### Poèmes
- Les Trajectoires lumineuses, préface d'Eugène Guillevic, L'Authenticiste, Brest, 1996. Poèmes publiés dans les revues Arpa, Encres vives, Spered Gouezh, Ar Men, etc.

### Romans
- Sentinelles de la mémoire, Coop Breizh, Spézet, 1999.
- Un Tyran du bocage, Éditions L'Harmattan, Paris, 2002.
- Noire, la neige, Parenthèses, Marseille, 2008.

### Nouvelles

#### En français
- Le Châtiment du visionnaire, dans les Cahiers de l'Imaginaire, no 15-16, 1984.

- Histoire de Clo et Un Amour au mois d'août, dans L'Authenticiste, no 1 et 2, Brest, 1994.

- Un Requiem breton, dans Plurial no 5, Presses universitaires de Rennes, 1995.

- Un bon petit diable/Un diaoul a ganfart (bilingue fr.-breton, traduit par l'auteur), Hopala! no 44.

- Choucroute blues, Hopala! no 47, mars 2015.

#### En breton
- Balthazar war dec'h (Balthazar ou l'ultime évasion), Al Liamm no 415, mars-avril 2016.

- Ur Requiem e Breizh (trad. en breton d' Un Requiem breton), Al Liamm n° 422, mai 2017.

- Ur plac'h yaouank barzh ar gêr vras (Une jeune fille dans la ville), Ya! n° 646, 27 oct.2017.

- Hañmm-himm (Ici, là), Ya! n° 659 et 660, janv. 2018.

- Rock Land, Al Liamm, n° 433, mars-avril 2019.

### Essais
- Guillevic : du menhir au poème, Skol Vreizh, Morlaix, 1991.
- Visages de Tristan Corbière, Skol Vreizh, Morlaix, 1995.
- Inventaire d'un héritage, essai sur l'œuvre de Pierre-Jakez Hélias, An Here, Plougastel-Daoulas, 1997.
- Dictionnaire des écrivains bretons du XXe siècle (collectif, dirigé par Marc Gontard), Presses universitaires de Rennes, 2002.
- Pierre-Jakez Hélias: l'homme et l’œuvre (rééd. revue et actualisée d' Inventaire d'un héritage, 1997), Éditions les Montagnes Noires, Gourin, 2014.
- De Corbière à Tristan, Les Amours jaunes : une quête de l'identité, Éditions Honoré Champion, coll. « Romantisme et modernités », Paris, octobre 2006  (ISBN 2745314823). Cet ouvrage obtient en 2007 le prix Henri de Régnier de soutien à la création littéraire, décerné par l'Académie française. Réédité en 2019  chez le même éditeur dans la collection « Champion classiques »  (ISBN 978-2-7453-5303-0).

### Direction d'ouvrages
- La Littérature bretonne de langue française, Fouesnant, Yoran Embanner, 466 p., 2020. Avec François Labbé, Philippe Walter, Thierry Glon, Alain-Gabriel Monot, Jean Balcou, Eugène Bérest, Yannick Pelletier, Hervé Carn, Jakeza Le Lay, Nathalie Caradec, Erwan Chartier, Maël Rannou,  (ISBN 978-2-36785-034-4)

- La Littérature en langue bretonne des origines à nos jours, Gourin, Éditions des Montagnes noires, 2024, co-direction avec Cédric Choplin, Tristan Loarer, Myriam Guillevic,  (ISBN 978-2-49469-31-11)

P. Rannou a dirigé la collection des « Ego-dictionnaires » (d'un thème, d'un auteur...) aux éditions Dumane (Pietraserena, Corse).